# Rostros negros, espacios blancos
Rostros negros, espacios blancos: Reimaginando la relación de los afroamericanos con el aire libre (en inglés: Black Faces, White Spaces: Reimagining the Relationship of African Americans to the Great Outdoors) es un libro de la geógrafa cultural Carolyn Finney, escrito en 2014. El libro aborda la relación entre la población afroamericana y el medio ambiente, desafiando particularmente la noción del medio ambiente y ecologismo como espacios para personas blancas. El libro utiliza una combinación de relatos autoetnográficos, análisis del discurso de los medios de comunicación, entrevistas y análisis de formas artísticas de expresión, afín de contextualizar una narrativa sobre la política ambiental y las relaciones raciales en los Estados Unidos. Finney explora el tema a través de los lentes de la historia ambiental, las teorías feministas y críticas de la raza. En su análisis sobre las experiencias estadounidenses con el medio ambiente, Finney destaca cómo el legado de esclavitud crea disparidades en el impacto de las leyes ambientales, como la Ley de Áreas Salvajes, debido a factores como la segregación racial. Rostros negros, espacios blancos desafía las suposiciones que hace el movimiento ecologista sobre los valores universales, el individualismo y la agencia, argumentando que reflejan una estructura de poder basado en la raza y clase social, por lo que rechaza la participación de las personas de color en el movimiento.